# Сенека (народ)
Се́нека (англ. seneca, от нидерл. sinnekens — искажённое могиканское слово, которым называли племя онейда) — одно из племён Ирокезской конфедерации. Самоназвание племени — tshoti-nondawaga или oneniuteronron, «горные люди».
Обитают на берегах озера Сенека и реки Дженеси (Genesee) в штате Нью-Йорк. Огонь племенного совета находился в селении Нундавао (ныне Неаполь в штате Нью-Йорк). В XVIII веке область их проживания распространялась от реки Ниагара до реки Аллегейни в штате Пенсильвания. В настоящее время проживают в резервациях Товананда, Катарога, Аллегани и Ойл-Спрингс в штате Нью-Йорк. Кроме того, небольшое количество выходцев из племени сенека живёт вместе с племенем каюга в штате Оклахома, а также на Большой Реке в канадской провинции Онтарио.
По состоянию на 1660 год насчитывалось 5000 сенека, обитавших в 30 длинных домах. Численность снизилась до 3250 в 1778 году и до 3255 в 1900 году. В 1960 году 3507 сенека проживали в штате Нью-Йорк, 877 в Оклахоме и 300 в Онтарио (Канада). Согласно переписи 2000 г. зарегистрировано 13676 сенека, однако в переписи не учитывалось, являются ли они «чистыми» или включают также племя каюга и потомков смешанных браков.

## См.также
- Красивое Озеро